# 百瀬敬
百瀬 敬（ももせ たかし、1970年5月8日 - ）は日本の政治家。塩尻市長（第7代)。

## 来歴
長野県木曽郡楢川村生まれ。長野県松本県ヶ丘高等学校、日本大学法学部政治経済学科卒業後、塩尻市役所に入庁。塩尻市産業政策課長や産業振興事業部長を経て2022年3月に退職。
2022年4月、同年9月18日告示、25日投開票の塩尻市長選への立候補を表明。市長選で百瀬は今期限りで引退する小口利幸市長の全面支援を受け、市政の更新などを打ち出した2候補を振り切り初当選した。
※当日有権者数：54,772人 最終投票率：50．56%（前回比：+4.3pts）
| 候補者名 | 年齢 | 所属党派 | 新旧別 | 得票数   | 得票率 | 推薦・支持 |
| -------- | ---- | -------- | ------ | -------- | ------ | ---------- |
| 百瀬敬   | 52   | 無所属   | 新     | 13,382票 | 48.71% |            |
| 平間正治 | 69   | 無所属   | 新     | 9,870票  | 35.93% |            |
| 金子勝寿 | 45   | 無所属   | 新     | 4,217票  | 15.35% |            |